# Kodex kanonického práva z roku 1917

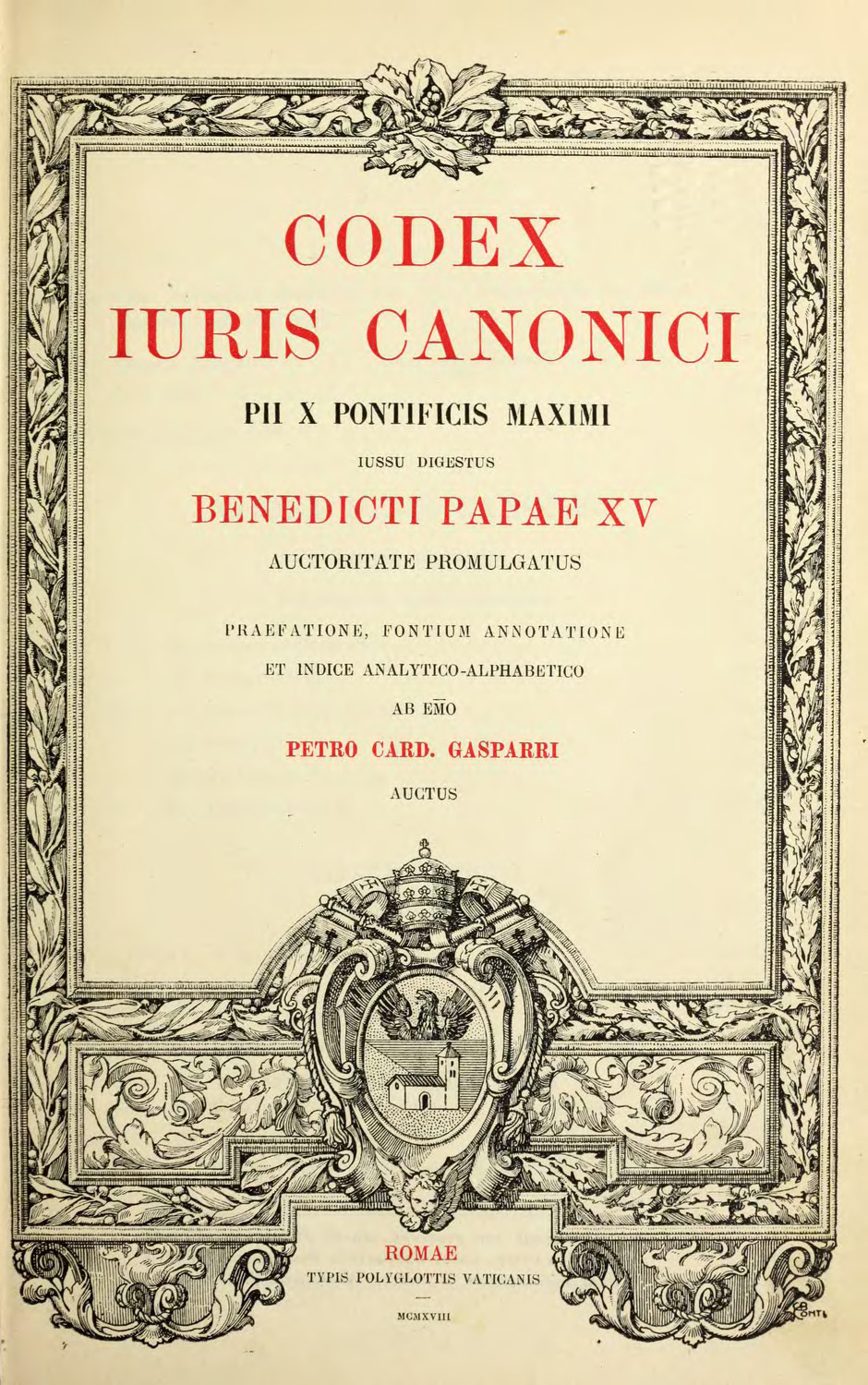
Titulní strana vydání CIC 1917 z roku 1918

Kodex kanonického práva z roku 1917 (zkráceně 1917 CIC, z latinského názvu Codex Iuris Canonici), označovaný také jako Pio-Benediktinský kodex, byl první oficiální komplexní kodifikací latinského kanonického práva.
Práce na kodexu, které nařídil papež Pius X. v roce 1904 a které provedla Komise pro kodifikaci kanonického práva pod vedením kardinála Pietra Gasparriho, byly dokončeny a promulgovány za papeže Benedikta XV. 27. května 1917 a v platnost vstoupily 19. května 1918. Kodex kanonického práva z roku 1917 je označován za „největší revoluci v kanonickém právu od dob Gratiana“ (50. léta 11. století).
Kodex kanonického práva z roku 1917 zůstal v platnosti až do nabytí právní účinnosti Kodexu kanonického práva z roku 1983, který jej zrušil 27. listopadu 1983.

## Historie

### Pozadí
Papežské pokusy o kodifikaci rozptýleného kanonického práva trvaly osm století od vydání Gratiánova dekretu kolem roku 1150. Později bylo vydáno pět knih Dekretálů Řehoře IX. a Liber Sextus Bonifáce VIII.

### Důvody pro kodifikaci

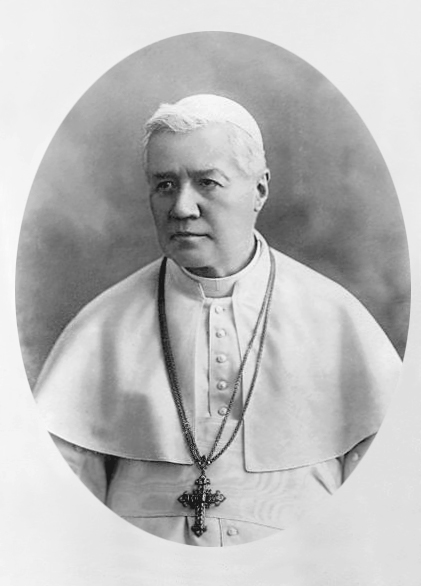
Papež Pius X., který v roce 1904 nařídil kodifikaci kanonického práva

Od konce platnosti Corpus Juris vydali papežové, koncily a římské kongregace mnoho nových zákonů a dekretů. Nikdy nebyla vydána jejich úplná sbírka a zůstávaly roztroušeny v těžkopádných svazcích Bullaria, Acta Sanctae Sedis a dalších podobných sbírkách, které byly přístupné jen několika málo lidem a samotným profesionálním kanonistům a tvořily těžkopádnou masu právního materiálu. Navíc se ukázalo, že nemálo nařízení, ať už obsažených v „Corpus Juris“, nebo novějšího data, je rozporuplných; některá byla formálně zrušena, jiná zastarala dlouhým nepoužíváním; další zase přestala být užitečná nebo použitelná v současném stavu společnosti. Vznikal tak velký zmatek a správná znalost práva byla velmi obtížná i pro ty, kteří ho měli prosazovat.
Již na tridentském koncilu bylo jménem portugalského krále vysloveno přání, aby byla jmenována komise učených teologů, která by důkladně prozkoumala kanonické konstituce závazné pod trestem smrtelného hříchu, určila jejich přesný význam, zjistila, zda by jejich závaznost neměla být v některých případech omezena, a jasně stanovila, do jaké míry mají být zachovávány a dodržovány.
V reakci na žádost biskupů na I. vatikánském koncilu papež Pius X. 14. května 1904 motu proprio Arduum sane munus („Opravdu obtížný úkol“) ustanovil komisi, která měla začít redukovat tyto různorodé dokumenty do jediného kodexu a předložit normativní část v podobě systematických krátkých kánonů oproštěných od předběžných úvah.

### Proces kodifikace

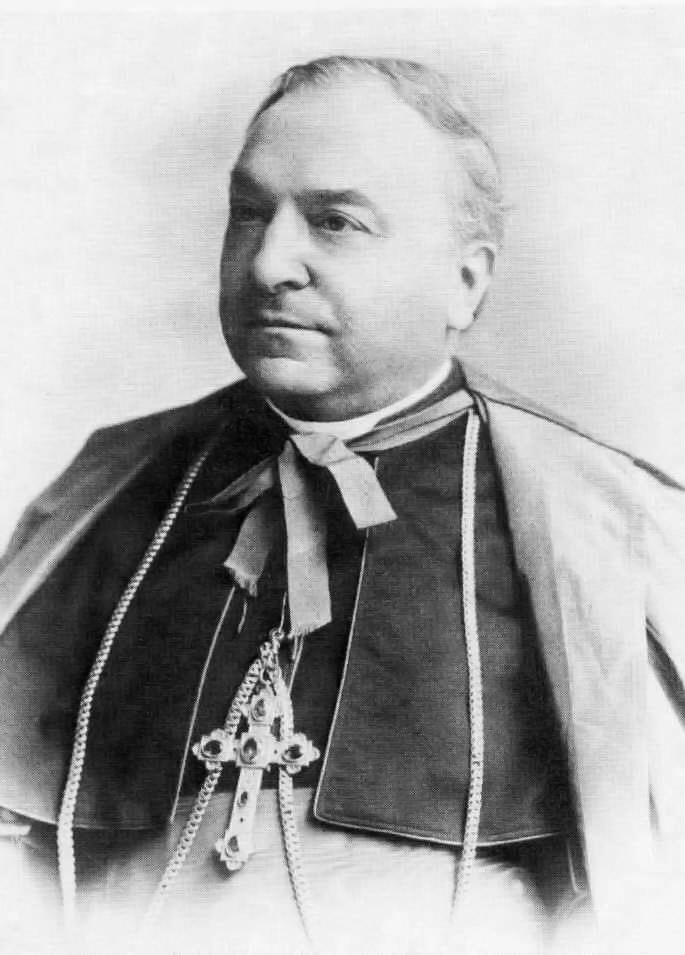
Pietro kardinál Gasparri, tvůrce zákoníku z roku 1917

Kromě odborníků na kanonické právo, kteří byli do Říma pozváni jako členové kodifikační komise, byli pravidelně dopisem konzultováni všichni biskupové latinské církve a generální představení řeholních řádů. Každý latinský biskup měl právo trvale si ponechat v Římě svého zástupce, který měl možnost vyjádřit se na zasedáních kodifikační komise.
V zimě 1912 byl dokončen „celý rozsah kodexu“, takže byl vytištěn prozatímní text. Text z roku 1912 byl rozeslán všem latinským biskupům a generálním představeným, aby se k němu vyjádřili, a jejich poznámky, které zaslali zpět kodifikační komisi, byly následně vytištěny a rozeslány všem členům komise, aby mohli návrhy pečlivě zvážit.
Pod záštitou kardinála Pietra Gasparriho a s pomocí Eugenia Pacelliho (pozdějšího papeže Pia XII.) dokončila Komise pro kodifikaci kanonického práva svou práci za Benedikta XV., který vyhlásil kodex, jenž vstoupil v platnost v roce 1918. Vzhledem k tomu, že dílo započal Pius X. a promulgoval je Benedikt XV., bývá někdy nazýván „Pio-Benediktinským kodexem“.

### Období vstoupení Kodexu v platnost

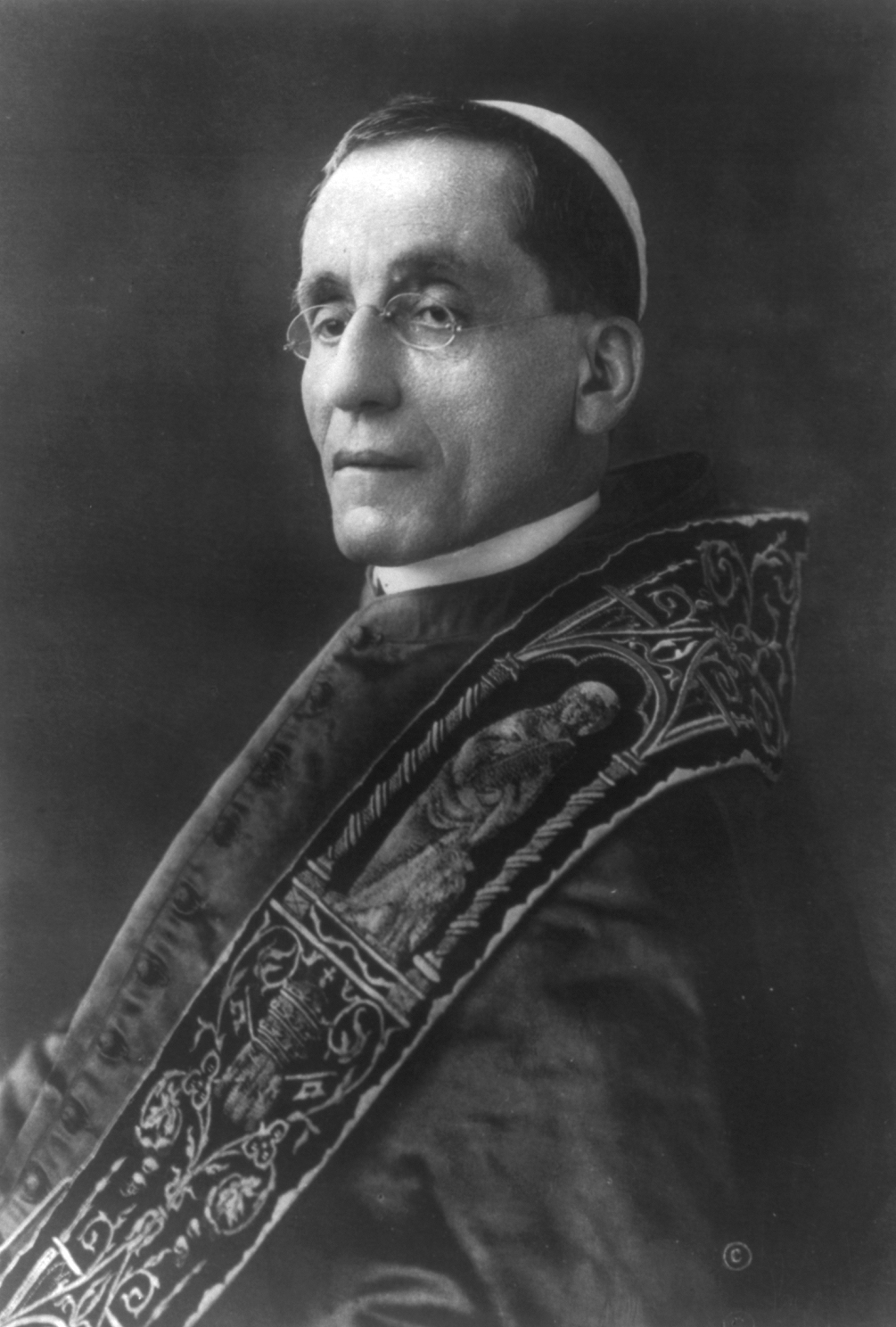
Papež Benedikt XV., který promulgoval Kodex z roku 1917

Nový kodex byl dokončen v roce 1916. Kodex byl promulgován 27. května 1917, o svatodušní neděli, jako Kodex kanonického práva (latinsky Codex Iuris Canonici) nástupcem Pia X., papežem Benediktem XV., který stanovil 19. květen 1918 jako den, kdy vstoupil v platnost. Z větší části se vztahoval pouze na latinskou církev s výjimkou případů, kdy „pojednává o věcech, které se svou povahou vztahují na východní“, jako jsou účinky křtu (kánon 87). Obsahoval 2414 kánonů.
Dne 15. září 1917 papež Benedikt XV. svým motu proprio Cum Iuris Canonici ustanovil papežskou komisi, která měla za úkol vykládat kodex a provádět případné úpravy podle pozdější legislativy. Nové zákony se připojovaly ke stávajícím kánonům v nových paragrafech nebo se vkládaly mezi kánony, přičemž se opakovalo číslo předchozího kánonu a přidávalo se bis, ter atd. (např. „kánon 1567bis“ ve stylu civilního práva), aby se nenarušilo uspořádání kodexu, nebo se zcela nahradil stávající text kánonu. Číslování kánonů se nemělo měnit.
Latinský text kodexu z roku 1917 zůstal nezměněn po prvních 30 let jeho platnosti, až papež Pius XII. vydal motu proprio z 1. srpna 1948, kterým změnil kánon 1099 kodexu, a tato změna vstoupila v platnost 1. ledna 1949.
Kodex z roku 1917 platil až do 27. listopadu 1983, kdy vstoupil v platnost kánon 6 §1 1° Kodexu kanonického práva z roku 1983, který jej zrušil.

### Dekrety
15. září 1917, krátce po vyhlášení kodexu z roku 1917, Benedikt XV. vyhlásil motu proprio Cum Iuris Canonici, které římským kongregacím zakazovalo vydávat nové generální dekrety, pokud to nebylo nutné, a to pouze po konzultaci s papežskou komisí pověřenou změnou kodexu. Místo toho měly kongregace vydávat Instrukce ke kánonům kodexu a dát najevo, že objasňují jednotlivé kánony kodexu, aby kodex nezastaral brzy po svém vyhlášení. Kodex z roku 1917 byl novelizován jen velmi zřídka, a to ještě jen nepatrně.

## Struktura

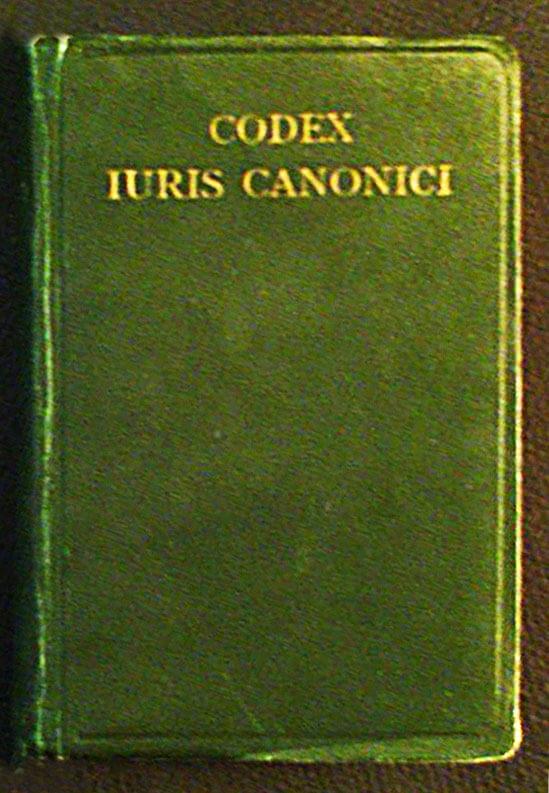
Kodex kanonického práva z roku 1917 v pevné vazbě

Kodex z roku 1917 představuje kanonické právo v pěti skupinách:
1. obecné právní principy
2. právo osob (duchovních, řeholníků a laiků)
3. de rebus (včetně takových „věcí“, jako jsou svátosti, svatá místa a časy, bohoslužby, magisterium, beneficia a světské statky)
4. procesy
5. zločiny a tresty

| „ | Jako první úplná sbírka zákonů latinské církve podává poměrně přesný obraz organizačního uspořádání a úlohy papežství a římské kurie na počátku dvacátého století. | “ |
| — | |   |

Uspořádání zákoníku z roku 1917 navazovalo na dělení (Personae, Res, Actiones) starořímských právníků Gaia a Justiniána. Kodex se neřídil klasickým kanonickým dělením (Iudex, Iudicium, Clerus, Sponsalia, Crimen).

## Věda a kritika
Během 65 let jeho platnosti nebyl nikdy vydán úplný překlad kodexu z latinského originálu z roku 1917. Překlady byly zakázány částečně proto, aby se zajistilo, že interpretační spory mezi učenci a kanonisty týkající se takového nového typu kodexu budou řešeny v samotné latině, a nikoli v některém z mnoha jazyků používaných ve vědě. Ke kodexu z roku 1917 existuje více materiálů v angličtině než v jakémkoli jiném jazyce s výjimkou latiny.
Kniha De rebus („O věcech“) byla předmětem velké kritiky kvůli zahrnutí nadpřirozených předmětů, jako jsou svátosti a bohoslužba, do kategorie „věci“ a kvůli sloučení různorodých předmětů. Někteří tvrdili, že se jedná o legalistickou redukci svátostného tajemství. René Metz obhajoval rozhodnutí kodifikátorů o uspořádání a rozsahu De rebus jako „nejméně špatné řešení“ strukturálních problémů, kterým sami kodifikátoři plně rozuměli.
Tímto kanonickým právem byl také poprvé v dějinách římskokatolické církve uzákoněn přímý úrok. Kodex kanonického práva z roku 1917 umožnil osobám odpovědným za finanční záležitosti církve na úrovni farností a diecézí investovat do úročených cenných papírů „za zákonnou úrokovou sazbu (pokud není zřejmé, že zákonná sazba je přemrštěná), nebo i za vyšší sazbu, pokud k tomu existuje spravedlivý a přiměřený důvod“.